# العلاقات الإسرائيلية السعودية
العلاقات الإسرائيلية السعودية، لا توجد علاقات دبلوماسية بين المملكة العربية السعودية ودولة إسرائيل، ولا تحظى دولة إسرائيل منذ إعلانها عام 1948 باعتراف المملكة العربية السعودية. ولا تقبل السعودية جوازات السفر الإسرائيلية.
كل من السعودية وإسرائيل تعارضان توسع النفوذ الإيراني في المنطقة. وأيضًا تعارضان برنامج إيران النووي وتراه تهديد للمنطقة. ذكرت صحيفة نيويورك تايمز سابقاً أن المملكة العربية السعودية قد تسمح للقوات الجوية الإسرائيلية عبور مجالها الجوي لقصف إيران، وتم نفي الخبر لاحقاً من قبل الدولتين. تدّعي بعض التقارير الإخبارية وجود تعاون دبلوماسي واستخباري مكثف وراء الكواليس بين الدولتين، سعياً لتحقيق أهداف مشتركة ضد العدو الإقليمي إيران، ومؤخراً تركيا. تم نفي حدوث بعض هذه التعاونات من قبل المسؤولين من كلا البلدين.

## التاريخ

### حرب 1948
في حرب 1948م قاد الملك عبد العزيز حملة قوية ضد الحكومتين الأمريكية والبريطانية وحملهما مسؤولية ما يقع في فلسطين، وأمر بفتح أبواب التطوع لنصرة الشعب الفلسطيني. كما أمر بإرسال الجيش العربي السعودي وقوات عسكرية وكمية من الذخائر والبنادق إلى الثوار في فلسطين، ومنح الملك فاروق نياشين وأنوطة لعدد من الضباط والجنود السعوديين تقديرًا لما قدموه من بطولات وشجاعة في المعارك التي خاضها الجيش السعودي تحت لواء الجيش.

### العدوان الثلاثي على مصر 1956
في حرب 1956م صرح الملك فيصل في جريدة البلاد: 
«لقد عاش آبائي وأجدادي لعشرات السنين يركبون الجمال والخيل ويأكلون التمر، وفي سبيل العروبة فنحن مستعدون للتضحية بكلّ شيء، حتى لو أدّى ذلك إلى العودة للصحراء على الخيل والجمال. فالعزة والشرف مع الجوع خير من الرفاهية مع الذل» 
وقطع الملك فيصل النفط عن بريطانيا وفرنسا، ومنع جميع السفن البريطانية والفرنسية وغيرها من السفن المتجهة بحمولتها من النفط السعودي إلى هذين البلدين.
وتحرك الجيش السعودي إلى الأردن ليكون قريبا من ميدان الحرب، وافتتحت مكاتب التطوع في جميع انحاء المملكة، اشرف الملك بنفسه على وزارة الدفاع وعلى عمليات التطوع وتسليم الأسلحة، كما وضع عشرة ملايين دولار في البنوك المصرية لزيادة رصيد مصر من العملة الصعبة، وقام أيضا بشراء منتجات مصرية بالدولار، وقطع العلاقات مع فرنسا وبريطانيا مما أدى إلى التأثير على موارد المملكة من جراء حظر البترول (بمبلغ 300 مليون دولار سنويا) وخسارة 50 مليون دولار من جراء إغلاق قناة السويس.
حظر البترول جعل بريطانيا وفرنسا يطلبون بترول من أمريكا ولكن رفضت أمريكا بيعهم البترول لأنها كانت حليف لسعودية ثم اضطرت كل من بريطانيا وفرنسا لطلب البترول من حلف الناتو لكن تم الرفض أيضا فانسحبت بريطانيا وفرنسا من الحرب سريعا.
وقامت باستضافة الطائرات المصرية في شمال غرب المملكة وتمكينها من النجاة من الغارات الجوية المكثفة التي تعرضت لها الطائرات المصرية، وقامت المملكة بوضع مقاتلات نفاثة من طراز فامبير تابعة للقوات الجوية الملكية السعودية تحت تصرف القيادة المصرية.
وقد شارك هذا السرب في الحرب وتنفيذ ماطلبته القيادة المصرية، وقدم دمر بالقصف 20 طائرة سعودية من نوع فامبير وإستشهد فني الطائرات السعودي علي الغامدي في القصف
و شارك في الحرب الملك سلمان والملك فهد والأمير محمد.

### حرب يونيو 1967

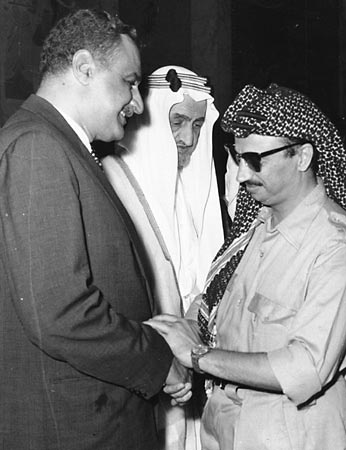
الملك فيصل بجانب ياسر عرفات وجمال عبدالناصر عام 1970

في حرب 1967م وحرب الإستنزاف شارك الجيش السعودي في الجبهة الأردنية في معركة الكرامة وغور صافي وقدمت خلالها العديد من الشهداء منهم الملازم أول راشد بن عامر الغفيلي اللذي استشهد في عام 1967.
وقامت أيضاً السعودية بمساعدة الدول العربية التي تأثر اقتصادها وبنيتها التحتية بنتيجة الحرب.فارسلت السعودية إلى مصر 41 مليون جنيه استرليني، وإلى الأردن 17 مليون جنيه استرليني.

### حرب أكتوبر 1973
في حرب 1973م قامت السعودية بإرسال 3 الاف جندي وفوج مدرعات وبطارية مدفعية وفوج المظلات الرابع ومدرعات لواء الملك عبد العزيز الميكانيكي (3 أفواج)و وبطاريات مدفعية ذاتية بالإضافة لأسلحة دعم أخرى إلى سوريا.
القوات السعودية لم تشارك علي الجبهة المصرية نظرا لان الرئيس أنور السادات أبلغ الملك فيصل نيته بشن الحرب دون إطلاعه علي التوقيت، فلم يكن أمام القوات السعودية سوي التحرك والمساعدة مع القوات السورية التي قاتلت في مقاومة عنيفة مع القوات الإسرائيلية في ملحمة تل مرعي والتي تصدت لها قوات البلدين.
بعدها قرر الملك فيصل حظر النفط عن الدول الغربية والمتعاونة مع إسرائيل وعلي رأسها الولايات المتحدة الامريكية لإجبار إسرائيل على الانسحاب من الأراضي العربية المحتلة. وفي هذه الأثناء أرسل الرئيس الأمريكي ريتشارد نيكسون وزير خارجيته هنري كيسنجر إلي الملك فيصل بغية إثنائه عن قراره بقطع البترول عن دول الغرب ورفض الملك فيصل.
أثبت نجاح الحظر القوة الدبلوماسية والاقتصادية في المملكة العربية السعودية.

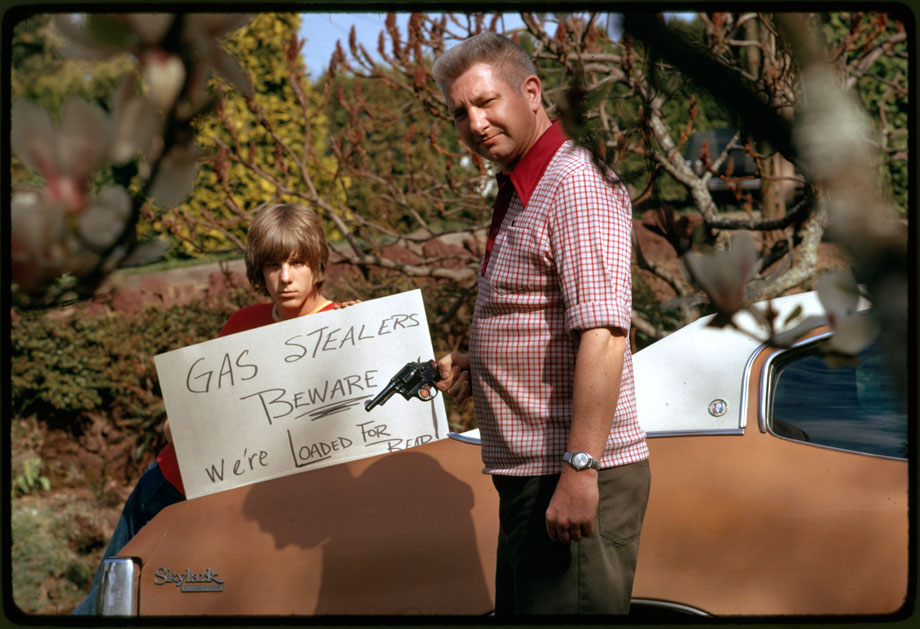
أزمة البترول جعلت الناس تسرق البترول من محطات البنزين 1974

### عملية أولندي ماعوف
في عام 1981، ضلت سفينة صواريخ إسرائيلية طريقها وعبرت مضيق تيران صوب شواطئ المملكة العربية السعودية بعد انطلاقها من مدينة أم الرشراش،  وقامت الولايات المتحدة بالتوسط بين إسرائيل والمملكة العربية السعودية للسماح بإنقاذ السفينة.
وتم إطلاق عملية أولندي ماعوف لإنقاذ السفينة والطاقم بالتعاون بين القوات الخاصّة الإسرائيلية والقوات الخاصّة السعودية واستمرت عملية الإنقاذ 62 ساعة.
وظلت العملية سرية حتى كشفت عنها صحيفة «هآرتس» العبرية في عام 16 أبريل 2016.

## مواقف سياسية
عام 2009 عارضت السعودية وبشدّة مجزرة غزة ودعا الملك عبد الله إسرائيل إلى الوقف الفوري للهجوم ومنح مليار دولار لإعادة إعمار قطاع غزة. وأطلق حملة تبرعات شعبية عاجلة لدعم أهالي غزة.
في مايو 2009، خلال سلسلة من الاجتماعات في واشنطن التي هيمنت عليها الخلافات حول المستوطنات، حاول رئيس الوزراء الإسرائيلي بنيامين نتنياهو حمل الرئيس الأمريكي باراك أوباما وفريقه على التركيز على تخفيف عزلة إسرائيل في المنطقة. بعد بضعة أسابيع، عندما سأل أوباما الملك عبد الله إن كان سيجتمع علناً مع بنيامين نتنياهو، رد الملك بشكل قاطع. وقال: «مستحيل»، وفقًا لمسؤول أمريكي اطلع على الاجتماع. وقال عبد الله إن تجميد المستوطنات ليس كافيًا. لقد كان بحاجة إلى اتفاق سلام نهائي. ثم قال، لدهشة أوباما، «سنكون آخر من يصنع السلام معهم.»
وفي الدورة الـ41 لمجلس وزراء منظمة التعاون الإسلامي أكد وزير الخارجية السعودي الأمير سعود الفيصل أن إسرائيل تسعى إلى فرض هيمنتها على المنطقة كقوة إقليمية مسيطرة وطاغية، ودعا الدول الإسلامية إلى الوقوف صفًا واحدًا خلف حقوق الشعب الفلسطيني حتى لا يستمر العدوان الإسرائيلي على غزة، منددًا بالأعمال الإسرائيلية الوحشية خلال الحرب.

## معارضة إسرائيل لصفقة الF15 للسعودية
خلال الجلسة التنفيذية للمجموعة العسكرية السياسية الأربعين المشتركة، عبر الإسرائيليون عن قلقهم للأمريكيين بشأن بيع الولايات المتحدة للطائرات من طراز إف- 15 إيغل إلى السعودية. علاوة على ذلك، شعر الإسرائيليون بالقلق لأن هذه الطائرات يمكن أن تتمركز في قاعدة الملك فيصل الجوية في تبوك في الركن الشمالي الغربي من السعودية، بالقرب من الحدود الإسرائيلية.

## تبادل المعلومات الاستخبارية
في 16 نوفمبر 2017 وفي مقابلة مع موقع إيلاف الإخباري، والتي تعتبر مقابلة نادرة من نوعها مع وسيلة إعلامية عربية، قال رئيس الأركان الإسرائيلي غادي أيزنكوت: «نحن مستعدون لتبادل الخبرات مع الدول العربية المعتدلة، وتبادل المعلومات الاستخبارية لمواجهة إيران»، مضيفا ردًّا على سؤال عما إذا كانت هناك مشاركة معلومات مع السعودية في الفترة الأخيرة: «نحن مستعدون للمشاركة في المعلومات إذا اقتضى الأمر»، وأكد رئيس هيئة الأركان الإسرائيلي: «أن هناك توافقا تاما بين إسرائيل والمملكة العربية السعودية التي لم تكن يوما من الأيام دولة عدوة، وأعتقد أن هناك توافقا تاما بيننا وبينها بما يتعلق بالمحور الإيراني».

## الاتفاق الإماراتي الإسرائيلي
قال وزير الخارجية السعودي فيصل بن فرحان أن السعودية لن تطبع مع إسرائيل إلا في حال تحقيق السلام مع الشعب الفلسطيني أولًا، وذلك تعليقًا على الاتفاق الإماراتي الإسرائيلي.
في 31 أغسطس 2020، ذكرت دويتشه فيله إن السعودية والتي ليس لها علاقات دبلوماسية مع إسرائيل، سمحت لطائرة إسرائيلية بالمرور فوق أراضيها في طريقها إلى عاصمة الإمارات أبو ظبي. قال لواء حربي سعودي أنه وفق الاتفاقات الدولية لمنظمة الطيران المدني الدولي «إيكاو» واتحاد النقل الجوي الدولي «إياتا»، لا يوجد ما يمنع عبور الطائرة.
لاحقًا في 2 سبتمبر 2020، وافقت الهيئة العامة للطيران المدني السعودية على طلبٍ من الهيئة العامة للطيران المدني بدولة الإمارات العربية المتحدة، والمتضمن الرغبة في السماح بعبور أجواء المملكة للرحلات الجوية القادمة إلى دولة الإمارات العربية المتحدة والمغادرة منها إلى الدول كافة. وعلّق وزير الخارجية السعودي في تغريدةٍ بحاسبه في تويتر قائلًا: «مواقف المملكة الثابتة والراسخة تجاه القضية الفلسطينية والشعب الفلسطيني لن تتغير بالسماح بعبور أجواء المملكة للرحلات الجوية القادمة لدولة الإمارات العربية المتحدة والمغادرة منها إلى كافة الدول، كما أن المملكة تقدر جميع الجهود الرامية إلى تحقيق سلام عادل ودائم وفق مبادرة السلام العربية».
ذكرت القناة الثالثة عشرة العبرية في 25 مايو 2021 إغلاق السعودية لمجالها الجوي بشكل مفاجئ أمام الطائرات المدنية الإسرائيلية المتوجهة إلى الإمارات العربية المتحدة.

## السعودية وقضية فلسطين
المملكة العربية السعودية دعمت حقّ الشعب الفلسطيني في السيادة، ودعت إلى الانسحاب من الضفة الغربية والأراضي الأخرى التي تحتلها إسرائيل منذ عام 1967.

### اتفاقية كامب ديفيد
السعودية كانت من أشد المعارضين لاتفاقية الكامب ديفيد وعند توقيع اتفاقية السلام بين مصر وإسرائيل قامت السعودية بقطع علاقاتها الدبلوماسية مع مصر ووصفت السعودية مصر بأنها خانت الدول العربية وعادت العلاقات عام 1987م.

### مبادرة الملك عبد الله 2002
في عام 2002 اقترح الملك عبد الله عندما كان ولي للعهد مبادرة السلام العربية هدفها إنشاء دولة فلسطينية معترف بها دوليًا على حدود 1967 وعودة اللاجئين وانسحاب من هضبة الجولان المحتلة، مقابل اعتراف وتطبيع العلاقات بين الدول العربية مع إسرائيل.
ورغم أن عددا من المسؤولين الإسرائيليين قد استجابوا لمبادرة الملك عبد الله إلا ان الحكومة الإسرائيلية رفضت المبادرة.
في عام 2007 إعادة السعودية فتح مبادرة السلام العربية لكن بنيامين نتنياهو عندما كان زعيم للمعارضة وعدد من أعضاء الليكود رفضوا المبادرة مباشرة.

### اتفاقية مكة 2007
حاولت السعودية توحيد المعارضة الفلسطينية وتشكيلة حكومة وطنية للفلسطينيين لكن أغلب الاتفاقيات فشلت وكانت ابرزها اتفاقية مكة في فبراير عام 2007م عندما حاولت السعودية توحيد حركة حماس وفتح حيث دعت محمود عباس ومحمد دحلان من حركة فتح وإسماعيل هنية وخالد مشعل من حركة حماس إلى مكة للاتفاق برعاية الملك عبد الله ولكن فشل الاتفاق في حزيران عام 2007.

### حرب غزة 2023–2025
وفي 7 فبراير 2024، أكدت وزارة الخارجية السعودية أن موقف المملكة ثابت تجاه القضية الفلسطينية، مشيرة إلى أن المملكة أبلغت موقفها الثابت للإدارة الأميركية أنه لن تكون هناك علاقات دبلوماسية مع إسرائيل ما لم يتم الاعتراف بالدولة الفلسطينية المستقلة على حدود عام 1967م وعاصمتها القدس الشرقية، وإيقاف العدوان الإسرائيلي على قطاع غزة، وانسحاب كافة أفراد قوات الاحتلال الإسرائيلي من قطاع غزة.
ذكر خالد بن بدر آل سعود سفير السعودية لدى بريطانيا في 29 يناير 2025: «إن المملكة العربية السعودية لن تطبّع مع إسرائيل دون حل للقضية الفلسطينية، وأن الحل هو إقامة دولة فلسطينية.»